# Chirita latinervis
Chirita latinervis är en tvåhjärtbladig växtart som beskrevs av Wen Tsai Wang. Chirita latinervis ingår i släktet Chirita och familjen Gesneriaceae. Inga underarter finns listade i Catalogue of Life.